# Fußball-Weltmeisterschaft 2018/Schweden
Dieser Artikel behandelt die schwedische Fußballnationalmannschaft bei der Fußball-Weltmeisterschaft 2018. Schweden nahm zum zwölften Mal an der Endrunde teil. Davor hatten die Schweden zuletzt 2006 bei der WM in Deutschland teilgenommen.

## Qualifikation
Die Mannschaft qualifizierte sich über die Qualifikationsspiele des europäischen Fußballverbandes UEFA für die Weltmeisterschaft in Russland.

### Spiele

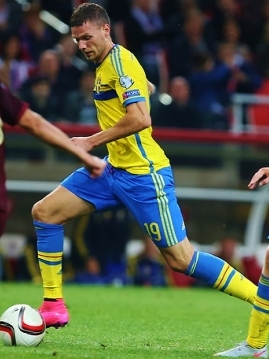
Marcus Berg, bester schwedischer Torschütze der Qualifikation

Schweden, das seit dem Vorrundenaus bei der EM 2016 von Janne Andersson trainiert wird, traf in der Gruppe A auf Bulgarien, Ex-Weltmeister Frankreich, Luxemburg, den dreimaligen Vizeweltmeister Niederlande und Belarus. In den zehn daraus entstandenen Begegnungen trug die schwedische Mannschaft sechs Siege davon, verlor drei Spiele und spielte einmal remis. Trotz der höchsten Anzahl von Toren in dieser Gruppe belegte Schweden hinter Frankreich vor den punktgleichen Niederländern nur den zweiten Platz und musste in die Playoffspiele der Gruppenzweiten. Hier trafen sie auf Italien. Nach einem 1:0 im Heimspiel überstanden sie das Rückspiel torlos und qualifizierten sich für die Endrunde. Italien konnte sich dagegen als einziger Ex-Weltmeister nicht qualifizieren.
Insgesamt kamen 27 Spieler zum Einsatz, von denen nur drei lediglich einen Einsatz hatten. Sechs Spieler wurden aus dem Kader der U21-Mannschaft übernommen, die 2015 die U-21-Europameisterschaft gewonnen hatten; 15 Spieler standen auch im Kader für die EM 2016. Drei Spieler kamen in allen zwölf Spielen zum Einsatz: Kapitän Andreas Granqvist, Emil Forsberg und Torhüter Robin Olsen. Marcus Berg und Victor Lindelöf brachten es auf elf Einsätze.
Bester Torschütze war mit acht Toren Marcus Berg, der damit die Rolle des nach der EM 2016 zurückgetretenen Zlatan Ibrahimović übernahm. Vier Tore steuerte Emil Forsberg bei. Das erste Länderspieltor gelangen in den Qualifikationsspielen Christoffer Nyman beim 4:0 gegen Belarus, Victor Lindelöf beim 3:0 gegen Bulgarien und Jakob Johansson im ersten Playoffspiel gegen Italien, das Schweden das WM-Ticket brachte. Insgesamt trafen elf Spieler für Schweden.
Die Schweden bestritten alle Heimspiele in der Friends Arena in Solna.
| Datum        | Spielort    | Gastgeber   |   | Gast        | Ergebnis  | Torschützen für Schweden                                                                                                  |
| ------------ | ----------- | ----------- | - | ----------- | --------- | --- |
| 06.09.2016   | Solna       | Schweden    | – | Niederlande | 1:1 (1:0) | Marcus Berg (43.) |
| 07.10.2016   | Luxemburg   | Luxemburg   | – | Schweden    | 0:1 (0:0) | Mikael Lustig (58.) |
| 10.10.2016   | Solna       | Schweden    | – | Bulgarien   | 3:0 (2:0) | Ola Toivonen (39.), Oscar Hiljemark (45.), Victor Lindelöf (58.)                                                          |
| 11.11.2016 1 | Saint-Denis | Frankreich  | – | Schweden    | 2:1 (0:0) | Emil Forsberg (54.) |
| 25.03.2017   | Solna       | Schweden    | – | Belarus     | 4:0 (1:0) | Emil Forsberg (19./Elfmeter, 49.), Marcus Berg (57.), Isaac Thelin (77.)                                                  |
| 09.06.2017   | Solna       | Schweden    | – | Frankreich  | 2:1 (1:1) | Jimmy Durmaz (43.), Ola Toivonen (90.+3)                                                                                  |
| 31.08.2017   | Sofia       | Bulgarien   | – | Schweden    | 3:2 (2:2) | Mikael Lustig (29.), Marcus Berg (44.)                                                                                    |
| 03.09.2017   | Baryssau    | Belarus     | – | Schweden    | 0:4 (0:3) | Emil Forsberg (18.), Christoffer Nyman (24.), Marcus Berg (37.), Andreas Granqvist (84./Elfmeter)                         |
| 07.10.2017   | Solna       | Schweden    | – | Luxemburg   | 8:0 (3:0) | Andreas Granqvist (10./Elfmeter, 67./Elfmeter), Marcus Berg (18., 37., 54., 71.), Mikael Lustig (60.), Ola Toivonen (76.) |
| 10.10.2017   | Amsterdam   | Niederlande | – | Schweden    | 2:0 (2:0) | |

### Abschlusstabelle der Qualifikationsrunde
| Pl. | Mannschaft  | Sp. | S | U | N | Tore    | Diff. | Punkte |
| --- | ----------- | --- | - | - | - | ------- | ----- | ------ |
| 1.  | Frankreich  | 10  | 7 | 2 | 1 | 018:600 | +12   | 23     |
| 2.  | Schweden    | 10  | 6 | 1 | 3 | 026:900 | +17   | 19     |
| 3.  | Niederlande | 10  | 6 | 1 | 3 | 021:120 | +9    | 19     |
| 4.  | Bulgarien   | 10  | 4 | 1 | 5 | 014:190 | −5    | 13     |
| 5.  | Luxemburg   | 10  | 1 | 3 | 6 | 008:260 | −18   | 06     |
| 6.  | Belarus     | 10  | 1 | 2 | 7 | 006:210 | −15   | 05     |

### Playoffspiele
| Datum      | Spielort | Gastgeber |   | Gast     | Ergebnis  | Torschütze für Schweden |
| ---------- | -------- | --------- | - | -------- | --------- | ----------------------- |
| 09.11.2017 | Solna    | Schweden  | – | Italien  | 1:0 (0:0) | Jakob Johansson (61.)   |
| 13.11.2017 | Mailand  | Italien   | – | Schweden | 0:0       |                         |

## Vorbereitung

### Spiele
| Datum           | Ergebnis  | Gegner               | Austragungsort | Schwedische Torschützen |
| --------------- | --------- | -------------------- | -------------- | ----------------------- |
| 7. Januar 2018  | 1:1 (0:0) | Estland              | Abu Dhabi      | „Kalle“ Holmberg (79.)  |
| 11. Januar 2018 | 1:0       | Dänemark-Ligaauswahl | Abu Dhabi      | Gustaf Nilsson (90.+3)  |
| 24. März 2018   | 1:2       | Chile                | Solna          | Ola Toivonen (23.)      |
| 27. März 2018   | 0:1       | Rumänien             | Craiova        |                         |
| 2. Juni 2018    | 0:0       | Dänemark             | Solna          |                         |
| 9. Juni 2018    | 0:0       | Peru                 | Göteborg       |                         |

Anmerkungen:
- Kursiv gesetzte Mannschaften sind nicht für die WM qualifiziert
- Für die beiden Spiele im Januar wurden nur Spieler aus der schwedischen und dänischen Liga, sowie ein Spieler vom NEC Nijmegen nominiert, von denen kein Spieler mehr als 14 A-Länderspiele bestritten hat.[4] So war es für den Torschützen Kalle Holmberg gegen Estland das erste Länderspiel und -tor. Die FIFA zählt die Spiele nicht als offizielle Länderspiele. Für Dänemark trat die Ligaauswahl (ligalandsholdet) an.[5]

### Quartier
Teamquartier war das „Kempinski Grand Hotel“ in Gelendschik, wo die Mannschaft im Spartak Stadium trainieren konnte.

## Kader
Der 23 Spieler umfassende vorläufige WM-Kader wurde am 15. Mai bekannt gegeben. Der endgültige Kader musste bis zum 4. Juni der FIFA gemeldet werden. Keiner der nominierten Spieler nahm bisher an einer WM-Endrunde teil. Kapitän Andreas Granqvist gab sein Debüt in der Nationalmannschaft im Januar 2006, wurde dann aber für die WM 2006 nicht berücksichtigt. Alle anderen Spieler debütierten nach der letzten WM-Teilnahme.
Mit Ludwig Augustinsson, John Guidetti, Filip Helander, Isaac Kiese Thelin und Victor Lindelöf berief Andersson fünf Spieler in seinen WM-Kader, die mit der schwedischen U-21-Auswahlmannschaft bei der U-21-Europameisterschaft 2015 den Titel gewannen. Alle standen auch im per Elfmeterschießen entschiedenen Endspiel gegen Portugal auf dem Platz, bis auf Helander gehörten sie auch zu den fünf antretenden und vier erfolgreichen Strafstoßschützen (José Sá parierte gegen Abdul Khalili). Alle Spieler aus dem Kader spielten zum Zeitpunkt der Weltmeisterschaft bei einem ausländischen Verein, wobei Kapitän Andreas Granqvist nach dem Turnier nach Schweden zu Helsingborgs IF wechselte.
| Position   | Nr. | Name                 | Geburts- datum     | Einsätze | Tore | Verein            | Debüt | Letzter Einsatz | Anzahl der Spiele | Tor | Gelbe Karte | Gelb-Rote Karte | Rote Karte |
| ---------- | --- | -------------------- | ------------------ | -------- | ---- | ----------------- | ----- | --------------- | ----------------- | --- | ----------- | --------------- | ---------- |
| Tor        | 12  | Karl-Johan Johnsson  | 28. Januar 1990    | 005      | 0    | EA Guingamp       | 2012  | 27.03.2018      |                   |     |             |                 |            |
| Tor        | 23  | Kristoffer Nordfeldt | 23. Juni 1989      | 006      | 0    | Swansea City↓     | 2011  | 24.03.2018      |                   |     |             |                 |            |
| Tor        | 01  | Robin Olsen          | 8. Januar 1990     | 018      | 0    | FC Kopenhagen     | 2015  | 09.06.2018      | 5                 |     |             |                 |            |
| Abwehr     | 06  | Ludwig Augustinsson  | 21. April 1994     | 008      | 0    | Werder Bremen     | 2015  | 09.06.2018      | 5                 | 1   |             |                 |            |
| Abwehr     | 04  | Andreas Granqvist    | 16. April 1985     | 072      | 06   | FK Krasnodar      | 2006  | 09.06.2018      | 5                 | 2   |             |                 |            |
| Abwehr     | 14  | Filip Helander       | 22. April 1993     | 004      | 0    | FC Bologna        | 2017  | 27.03.2018      |                   |     |             |                 |            |
| Abwehr     | 18  | Pontus Jansson       | 13. Februar 1991   | 015      | 0    | Leeds United      | 2012  | 02.06.2018      | 2                 |     |             |                 |            |
| Abwehr     | 16  | Emil Krafth          | 2. August 1994     | 013      | 0    | FC Bologna        | 2014  | 09.06.2018      | 2                 |     |             |                 |            |
| Abwehr     | 03  | Victor Lindelöf      | 17. Juli 1994      | 013      | 01   | Manchester United | 2016  | 09.06.2018      | 4                 |     |             |                 |            |
| Abwehr     | 02  | Mikael Lustig        | 13. Dezember 1986  | 066      | 06   | Celtic GlasgowD   | 2008  | 09.06.2018      | 4                 |     | 2           |                 |            |
| Abwehr     | 05  | Martin Olsson        | 17. Mai 1988       | 043      | 05   | Swansea City↓     | 2010  | 02.06.2018      | 2                 |     |             |                 |            |
| Mittelfeld | 17  | Viktor Claesson      | 2. Januar 1992     | 011      | 01   | FK Krasnodar      | 2012  | 09.06.2018      | 5                 |     | 1           |                 |            |
| Mittelfeld | 21  | Jimmy Durmaz         | 22. März 1989      | 045      | 03   | FC Toulouse       | 2011  | 02.06.2018      | 1                 |     |             |                 |            |
| Mittelfeld | 08  | Albin Ekdal          | 28. Juli 1989      | 034      | 0    | Hamburger SV↓     | 2011  | 09.06.2018      | 5                 |     | 1           |                 |            |
| Mittelfeld | 10  | Emil Forsberg        | 23. Oktober 1991   | 036      | 06   | RB Leipzig        | 2014  | 09.06.2018      | 5                 | 1   |             |                 |            |
| Mittelfeld | 15  | Oscar Hiljemark      | 28. Juni 1992      | 022      | 02   | CFC Genua         | 2012  | 09.06.2018      | 2                 |     |             |                 |            |
| Mittelfeld | 07  | Sebastian Larsson    | 6. Juni 1985       | 100      | 06   | Hull City         | 2008  | 09.06.2018      | 4                 |     | 3           |                 |            |
| Mittelfeld | 19  | Marcus Rohdén        | 11. Mai 1991       | 012      | 01   | FC Crotone↓       | 2015  | 09.06.2018      |                   |     |             |                 |            |
| Mittelfeld | 13  | Gustav Svensson      | 7. Februar 1987    | 013      | 0    | Seattle Sounders  | 2009  | 09.06.2018      | 3                 |     |             |                 |            |
| Sturm      | 09  | Marcus Berg          | 17. August 1986    | 057      | 18   | al Ain ClubM      | 2008  | 09.06.2018      | 5                 |     |             |                 |            |
| Sturm      | 11  | John Guidetti        | 15. April 1992     | 020      | 01   | Deportivo Alavés  | 2012  | 27.03.2018      | 2                 |     |             |                 |            |
| Sturm      | 22  | Isaac Kiese Thelin   | 24. Juni 1992      | 020      | 02   | Waasland-BeverenL | 2014  | 09.06.2018      | 4                 |     | 1           |                 |            |
| Sturm      | 20  | Ola Toivonen         | 3. Juli 1986       | 059      | 13   | FC Toulouse       | 2007  | 09.06.2018      | 5                 | 1   |             |                 |            |
| Trainer    |     | Janne Andersson      | 29. September 1962 |          |      |                   | 2016  |                 | 5                 |     |             |                 |            |

1. ↑  Positionen gemäß Angaben des schwedischen Verbandes.
2. ↑  Nummern gemäß offizieller Kaderliste (Memento vom 5. Juni 2018 im Internet Archive), FIFA, PDF, Seite 29, abgerufen am 25. Januar 2025
3. 1 2  Stand: 9. Juni 2018 nach dem Spiel gegen Peru
4. ↑  Kursiv gesetzte Vereine spielen in der Saison vor oder während der WM in der 2. Liga ihres Landes, D = Meister und Pokalsieger im WM-Jahr, M = Meister im WM-Jahr, M* = Meister im Vorjahr (aktuelle Saison läuft noch bis Herbst), P = Pokalsieger im WM-Jahr, ↑ = Verein spielt in der nächsten Saison in der 1. Liga, ↓ = Der Verein stieg aus der höchsten Liga des Landes ab, L = Verein wurde Letzter der Abstiegsplayoffs, aber Abstieg durch Insolvenz eines anderen Vereins vermieden

## Endrunde

### Gruppenauslosung
Für die Auslosung der Qualifikationsgruppen am 1. Dezember waren die Schweden Topf 3 zugeordnet und konnten daher in eine Gruppe mit Titelverteidiger Deutschland, Rekordweltmeister Brasilien, Vizeweltmeister Argentinien oder Gastgeber Russland gelost werden. Schweden trifft in Gruppe F auf Weltmeister Deutschland, Mexiko und Südkorea.
Schweden und Deutschland trafen bereits bei ihrer ersten gemeinsamen WM-Teilnahme 1934 im Viertelfinale aufeinander und Schweden verlor mit 1:2. 24 Jahre später konnte sich Schweden revanchieren und mit 3:1 im Halbfinale den Weg des Titelverteidigers stoppen und zum bisher einzigen Male das Finale erreichen. 1974 standen sich beide in der Zwischenrunde gegenüber und Deutschland gewann mit 4:2. 32 Jahre später gewann Deutschland im WM-Achtelfinale mit 2:0. Insgesamt ist die Bilanz mit 12 Siegen – davon nur ein Pflichtspielsieg – neun Remis und 15 Niederlagen negativ. Zuletzt trafen beide in zwei denkwürdigen Spielen der Qualifikation für die vorherige WM aufeinander, die 4:4 nach 0:4-Rückstand und 3:5 nach 2:0-Führung endeten, was den deutschen Bundestrainer nach der Gruppenauslosung zu der Bemerkung veranlasste „Diesmal wollen wir 5:0 führen, damit wir sicher sind.“ Gegen Mexiko spielten die Schweden bisher neunmal mit vier Siegen, darunter beim ersten Aufeinandertreffen in der Vorrunde der WM 1958, drei Remis und zwei Niederlagen. Zuletzt trafen beide im Januar 2009 in den USA aufeinander, wo die Mexikaner viele ihrer Freundschaftsspiele austragen und Schweden gewann mit 1:0. Gegen Südkorea spielten die Schweden bisher viermal. Das erste Mal bei den Olympischen Spielen 1948 gelang mit 12:0 einer der beiden höchsten Siege in der schwedischen Länderspielgeschichte. Die Resultate in den drei anderen Begegnungen fielen dann mit 2:0, 1:1 und 2:2 deutlich knapper aus.
Die Schweden haben noch in keinem der Vorrundenspielorte gespielt.

### Spiele der Gruppenphase / Gruppe F
| Pl. | Land        | Sp. | S | U | N | Tore    | Diff. | Punkte |
| --- | ----------- | --- | - | - | - | ------- | ----- | ------ |
| 1.  | Schweden    | 3   | 2 | 0 | 1 | 005:200 | +3    | 06     |
| 2.  | Mexiko      | 3   | 2 | 0 | 1 | 003:400 | −1    | 06     |
| 3.  | Südkorea    | 3   | 1 | 0 | 2 | 003:300 | ±0    | 03     |
| 4.  | Deutschland | 3   | 1 | 0 | 2 | 002:400 | −2    | 03     |
|     |             |     |   |   |   |         |       |        |

| Mo., 18. Juni 2018, 15:00 Uhr (14:00 Uhr MESZ) in Nischni Nowgorod |   |          |           |                                                       |
| Schweden                                                           | – | Südkorea | 1:0 (0:0) | 65′/Elfmeter Granqvist                                |
| Sa., 23. Juni 2018, 21:00 Uhr (20:00 Uhr MESZ) in Sotschi          |   |          |           |                                                       |
| Deutschland                                                        | – | Schweden | 2:1 (0:1) | 32′ Toivonen                                          |
| Mi., 27. Juni 2018, 19:00 Uhr (16:00 Uhr MESZ) in Jekaterinburg    |   |          |           |                                                       |
| Mexiko                                                             | – | Schweden | 0:3 (0:0) | 50′ Augustinsson, 62′/Elfmeter Granqvist, 74′ Álvarez |

## K.-o.-Runde

### Achtelfinale
| Di., 3. Juli 2018, 17:00 Uhr (16:00 Uhr MESZ) in Sankt Petersburg |   |         |           |              |
| Schweden                                                          | – | Schweiz | 1:0 (0:0) | 66′ Forsberg |

In ihrem 50. WM-Spiel konnte die schwedische Mannschaft die zuvor mit 10 Siegen, 7 Remis und 11 Niederlagen negative Bilanz gegen die Schweiz ausgleichen und zudem erstmals seit der Heim-WM 1958 wieder zwei WM-Spiele nacheinander gewinnen.

### Viertelfinale
| Sa., 7. Juli 2018, 17:00 Uhr (16:00 Uhr MESZ) in Samara |   |         |           |
| Schweden                                                | – | England | 0:2 (0:1) |